# دان گیتس
دان گیتس (انگلیسی: Don Gaetz؛ زادهٔ ۲۲ ژانویهٔ ۱۹۴۸) سیاستمدار از حزب جمهوری‌خواه اهل ایالات متحده آمریکا است.
وی از سال ۲۰۱۲ تا ۲۰۱۴ رئیس سنای فلوریدا بود. پسر وی مت گیتس عضو مجلس نمایندگان ایالات متحده آمریکا است.